# Élections fédérales australiennes de 1925
Les élections fédérales australiennes de 1925 ont eu lieu le 14 novembre 1925, afin de renouveler les 75 sièges de la Chambre des représentants et 22 des 36 sièges au Sénat. Les Nationalistes, en coalition avec le nouveau parti National (en anglais : "Country", à ne pas confondre avec le parti Nationaliste), avec Stanley Bruce à leur tête, gagnent cette élection contre le parti Travailliste, mené par Matthew Charlton.
C'est la première année que le vote obligatoire est mis en place, voté en 1924. 91,4 % des électeurs ont voté pour cette élection, contre 59,4 % aux précédentes élections.